# Frontière entre l'Arménie et l'Azerbaïdjan
La frontière entre l'Arménie et l'Azerbaïdjan est la frontière internationale séparant l'Arménie et l'Azerbaïdjan.

## Caractéristiques
La frontière est constituée de deux parties distinctes :
- le segment principal entre les deux pays mesure 566 km et est situé à l'est de l'Arménie. Il débute au nord au tripoint formé avec les frontières Arménie/Géorgie et Azerbaïdjan/Géorgie. Il se termine au sud avec un deuxième tripoint constitué des frontières Arménie/Iran et Azerbaïdjan/Iran, et situé sur la rivière Araxe (38° 52′ 06″ N, 46° 32′ 05″ E) ;
- le deuxième segment rassemblant l'essentiel des 121 km restant est situé au sud de l'Arménie et la sépare du Nakhitchevan, une exclave azerbaïdjanaise séparée du reste du pays. Il débute à l'ouest au niveau du tripoint formé avec les frontières Arménie/Turquie et Azerbaïdjan/Turquie. Il se termine au sud-est par un autre tripoint Arménie/Iran et Azerbaïdjan/Iran situé également sur l'Araxe, mais cette fois-ci 35 km plus en amont par rapport à celui de la frontière principale.

Il existe également:
- quatre enclaves azerbaïdjanaises en territoire arménien :

Barkhudarli, Aşağı Əskipara et Yukhari Askipara dans le nord-est de l'Arménie, Karki au nord du Nakhitchevan.
- une exclave arménienne en territoire azerbaïdjanais :

Artsvashen, un village au nord-ouest de l'Azerbaïdjan.

## Histoire
Le 23 avril 2024, dans un contexte de résolution du conflit entre les deux pays autour du Haut-Karabagh, l'Arménie et l'Azerbaïdjan entament des discussions pour délimiter leur frontière commune et restituer des territoires occupés parfois depuis une trentaine d'années. Le 8 août 2025, sous l'égide de l'administration Trump, les présidents des deux pays signent à la Maison-Blanche une déclaration commune qui acte la fin du conflit du Haut-Karabagh.